# Maisonnette d'enfant

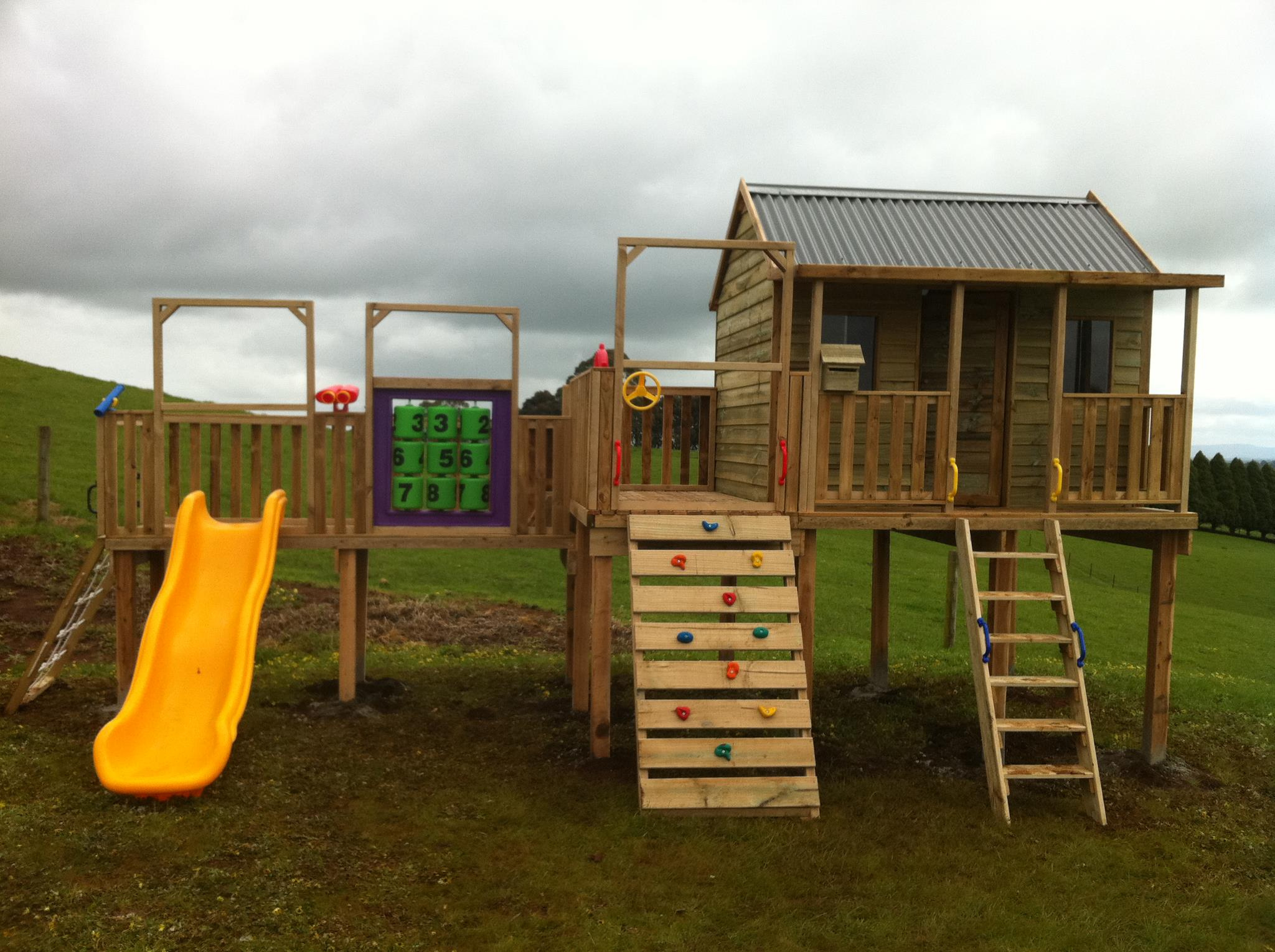
Maisonnette de jeu intégrée au sein d'un portique de jeu.

Une maisonnette de jeu ou  maisonnette d'enfant en anglais « cubby-house » est une petite maison de jeu, ou aire de jeux, pour les enfants et peut être intégrée au sein d'un portique de jeu. La maisonnette fait partie de l'agencement classique d'un terrain de jeux et se distingue d'une cabane, que les enfants réalisent eux-mêmes, le plus souvent dans une forêt.

## Description
Les enfants peuvent aménager eux-mêmes la maisonnette si elle est privée et l'utiliser comme lieu de jeu. Les enfants autistes peuvent parfois bénéficier de tels endroits. Les enfants peuvent avoir une petite remise, une maison de jeu ou une tente qu'ils utilisent comme cabanon. Les enfants peuvent construire le leur à divers endroits de la maison ou du jardin, ou avoir un compartiment préfabriqué.

## Quelles sont les activités possibles avec une maisonnette?
Une cabane en bois offre une multitude d'options de jeux pour les enfants. En voici quelques exemples :
- Jouer à plusieurs : les enfants peuvent jouer avec leurs amis dans la maisonnette de jardin, par exemple en jouant à des jeux de rôle.
- Exploration : la maisonnette peut servir de lieu d'exploration de la nature, en observant comment les oiseaux ou les insectes vivent dans le jardin.
- Fantaisie : les enfants peuvent utiliser leur imagination pour transformer la cabane en un fort, un vaisseau spatial, un magasin ou une maison.
- Créativité : Décorer la maisonnette avec de la peinture, des marqueurs ou d'autres matériaux pour lui donner ainsi une touche personnelle.
- Jouer indépendamment : La maisonnette offre également un endroit où les enfants peuvent jouer et explorer de manière indépendante, sans surveillance parentale directe.

## Galerie de photographies

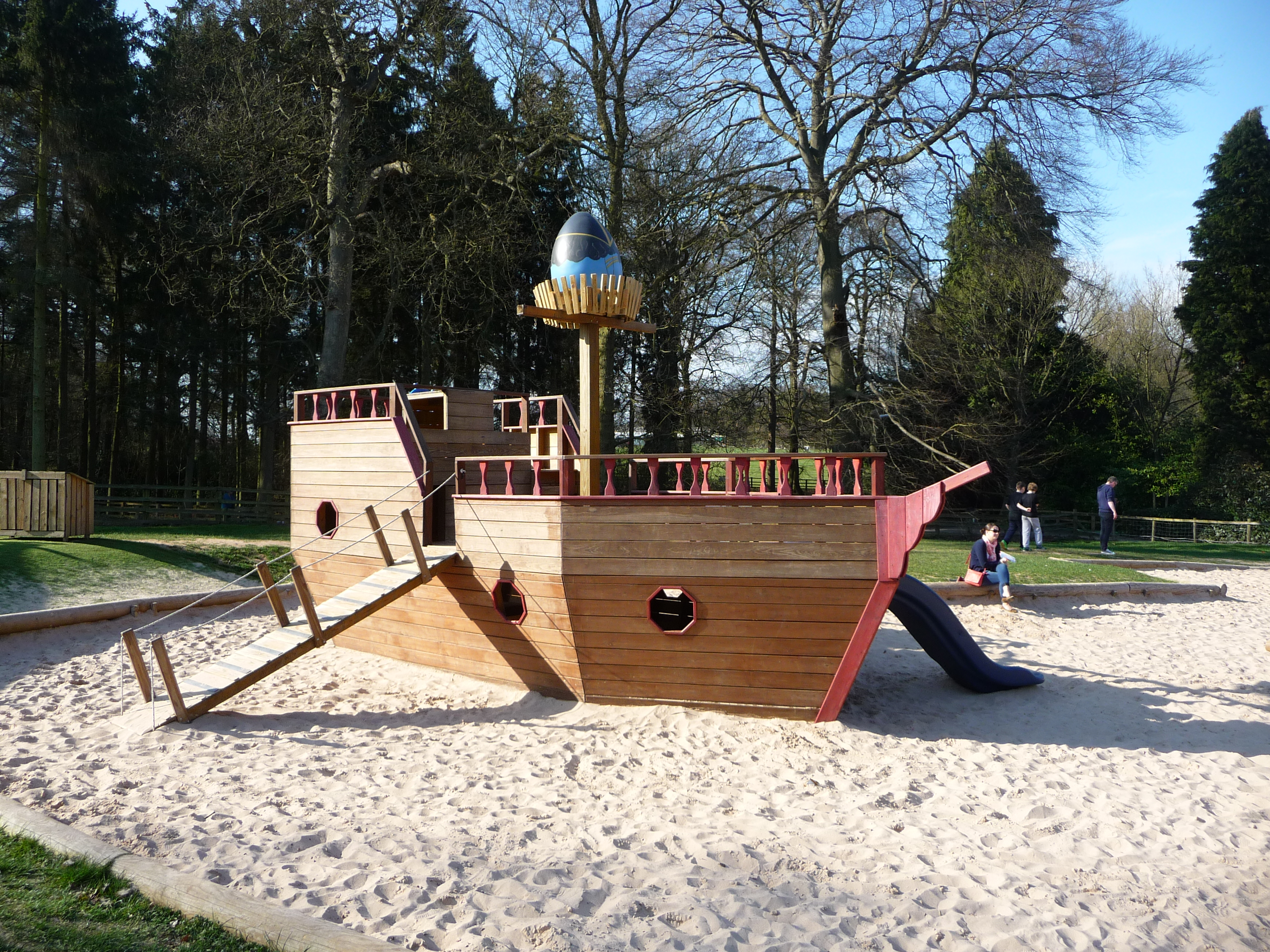
Portique de jeu à thème au sein d'un bac à sable, le bateau est creux et constitue une maisonnette de jeu
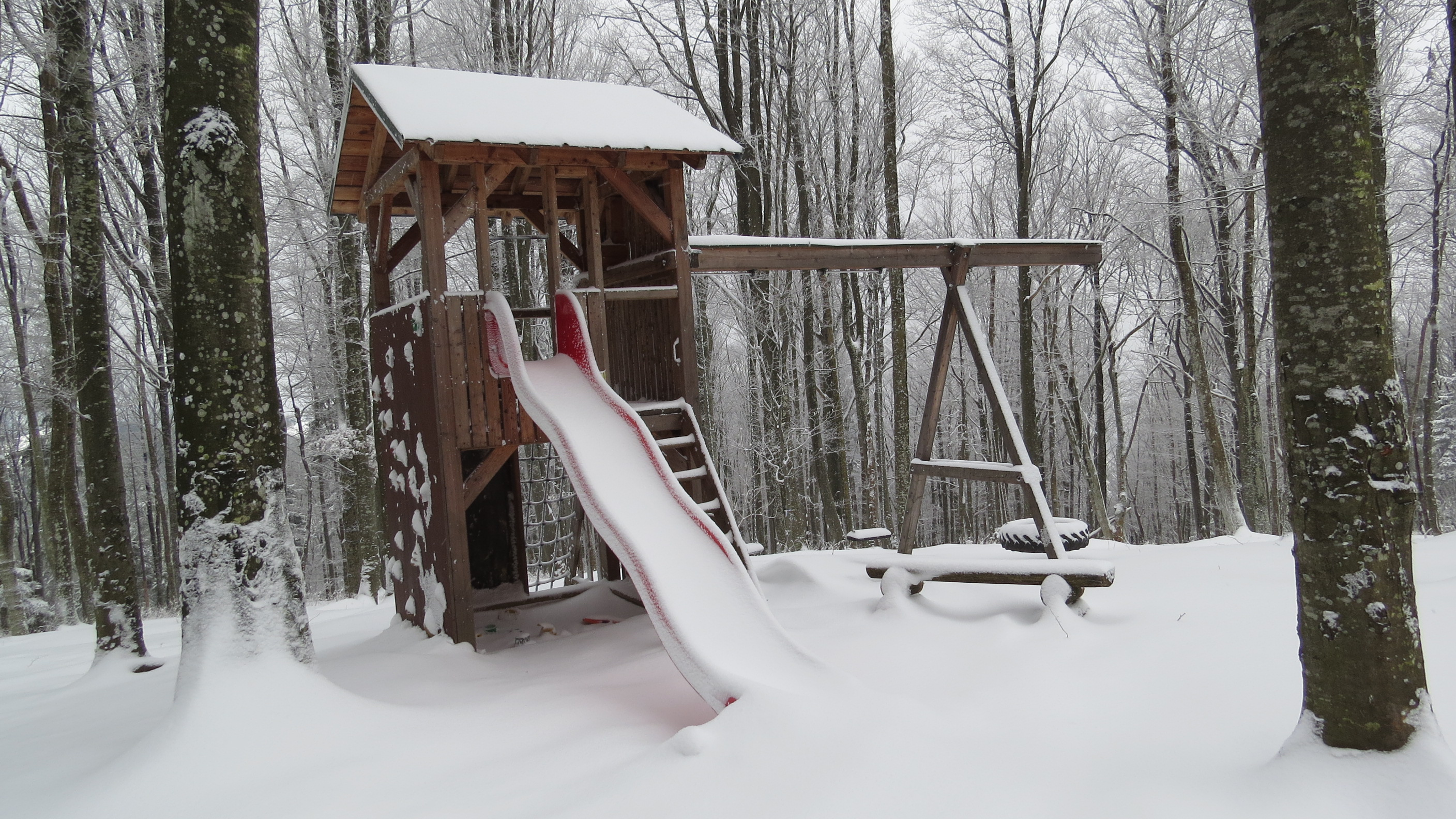
Tour au sein d'un portique de jeu surmontée d'une maisonnette de jeu